# Stjepan Zlatarić (provincijal)
Stjepan Zlatarić (današnje Uskoplje, 16. st - Visovac, 17. st.) je bio bosanski franjevac i provincijal Bosne Srebrene od 1602. do 1605. godine.
Svjedok teških vremena nakon pada Bosne pod tursku vlast. Živio i radio u godinama općeg progona katolika. 1603. godine Zlatarić je pisao fra Luki Jurišiću: "'...…okrutnost silnika toliko nas je pritisla da smo po sultanovu pismenom nalogu bili vezani, bačeni u tamnicu, batinani, opljačkani, a dvojica od nas ostali su jedva napola živi… Nikako nam ne dopuštaju boraviti u samostanima, ako prije ne isplatimo tri tisuće groša. Stoga, da se u ovim krajevima ne bi sasvim utrnula iskra vjere, obraćamo se papi, kraljevima, knezovima, vojvodama, velikašima i svim kršćanima i ponizno molimo za pomoć budući da mi nemamo odakle to da isplatimo." Listom pisanim u Olovu 20. kolovoza 1603. poslao je bivšega apostolskog povjerenika i vrsnoga propovjedaoca 
fra Luku Jurišića k papi, kršćanskim vladarima i narodima, da potraži potrebitu milostinju, kojom bi se ove bijede oslobodili. Zlatarić je pisao: Cum in tantum nos
tyrannorum crudelitas oppresserit, quod scripturis magni Turcae vinctos, carceri mancipatos, flagel."
Fra Stjepana su Turci utopili u rijeci Krki.  